# Morella parvifolia
Morella parvifolia là một loài thực vật có hoa trong họ Myricaceae. Loài này được (Benth.) Parra-Os. mô tả khoa học đầu tiên năm 2002.